# Кубаночка
«Кубаночка» — російський жіночий футбольний клуб з Краснодара. Заснований 1988 року, відновлений 2007 року. Виступав у чемпіонаті Росії. Розформований у 2020 році.

## Історія
Клуб був заснований 1988 року під назвою «Перлина». У сезоні 1989 року команда змінила назву на «Седін-Шисс», під якою виступала до 1992 року, коли клубу було присвоєно його нинішнє ім'я. 
Найкращим результатом команди в чемпіонаті Росії є 4-е місце в сезоні 2000 року. Чемпіонат 2001 року став для клубу останнім, оскільки потім, зважаючи на фінансові проблем, команда до початку нового сезону була змушена знятися зі змагань. 
2007 року клуб був відновлений з ініціативи адміністрації Краснодарського краю.

## Досягнення
- 4-е місце в чемпіонаті Росії: 2000.